# Wet van Hardy-Weinberg
De wet van Hardy-Weinberg of het hardy-weinbergtheorema is een wet uit de populatiegenetica. Het werd genoemd naar de Britse wiskundige Godfrey Harold Hardy en de Duitse natuurkundige Wilhelm Weinberg, die het principe in 1908 onafhankelijk van elkaar ontdekten. Aan de hand van deze wet kun je uitgaande van het fenotype, de frequentie van de genotypes berekenen, en omgekeerd. (De berekening kan in twee richtingen, maar praktisch gaat het meestal in één richting.)

## Afleiding

Grafische weergaven van het hardy-weinbergevenwicht.

De frequentie van de heterozygoten en de homozygoten kan als volgt berekend worden uitgaande van de allelfrequentie:
Stel: A en a zijn allelen van eenzelfde gen (resp. dominant en recessief)
Stel:
q = f(a) (de relatieve frequentie van allel a, het aantal allelen a gedeeld door het totaal aantal allelen)
p = f(A) (de relatieve frequentie van allel A), en
p + q = f(A) + f(a) = 1 (er komen dus geen andere allelen voor)
Uit een vierkant van Punnett, ook wel een kruisingsschema genoemd, kan men afleiden:
|           |                                    | Vrouwtjes |         |
|           | Mogelijke gameten en (frequenties) | A (p)     | a (q)   |
| Mannetjes | A (p)                              | AA (p2)   | Aa (pq) |
| Mannetjes | a (q)                              | Aa (pq)   | aa (q2) |

(p + q) x (p + q) = 1 x 1 of
p² + 2pq + q² = 1
Nu geldt voor de relatieve frequenties van de genomen:
f(AA) = p²
f(Aa) = 2pq
f(aa) = q²
Praktisch: nu kun je omgekeerd redeneren om aan de hand van het fenotype, de frequentie van de genotypes te berekenen.

## Voorwaarden
Deze wet geldt enkel als de populatie in evenwicht is. Dit betekent dat: 
- de organismes zijn diploïde
- er is alleen geslachtelijke voortplanting
- de individuen paren geheel willekeurig (m.a.w. er is geen seksuele selectie)
- de frequenties van de allelen zijn gelijk verdeeld over de beide geslachten
- er treden geen mutaties op
- de populatie is oneindig (± voldoende) groot en er is geen sprake van genetische drift.
- er is geen selectie
- er is geen migratie (immigratie, emigratie)

Dit zijn relatief zware voorwaarden. In de praktijk wordt bijna nooit volledig aan deze voorwaarden voldaan. Dit is vooral gerelateerd aan de voorwaarde dat er geen mutaties op mogen treden, aangezien organismen over het algemeen te maken hebben met eindeloos veel mutaties per dag (onder meer door crossing-over en willekeurige divergentie van gepaarde homologe chromosomen tijdens meiose I). Hierdoor is de kans op een grootschalige mutatie te groot om aan deze voorwaarde te voldoen. Hierbij kan worden opgemerkt,  dat de meeste mutaties vanzelf worden rechtgetrokken door een correctiesysteem.